# اندیس سوزان
سوزان یک اندیس غیرفلزی است که در حوالی شهر سنگان استان خراسان قرار دارد و مادهٔ معدنی موجود در آن، باریت است.  